# Phil Karlson
Pour les articles homonymes, voir Karlson.
Phil Karlson est un réalisateur, scénariste et producteur américain né le 2 juillet 1908 à Chicago, dans l'Illinois (États-Unis), et mort le 12 décembre 1985 à Los Angeles (Californie).

## Biographie
Phil Karlson est considéré comme l'un des plus grands réalisateurs de films noirs américains. Révélé par Behind the mask, en 1946, il met en scène un autre chef-d'œuvre, Le Quatrième homme (Kansas City Confidential) en 1952, puis The Phenix city story en 1955.  S'il reste un cinéaste méconnu, il est régulièrement cité en exemple par Martin Scorsese. Il a adapté Georges Simenon en 1957, avec Les Frères Rico.
L'acteur John Payne et le réalisateur Phil Karlson ont tourné trois films ensemble, à chaque fois un film noir : Le Quatrième Homme en 1952, L' Affaire de la 99e rue en 1953, et enfin Les Îles de l'enfer en 1955.

## Filmographie

### Comme réalisateur
- 1944 : A Wave, a WAC and a Marine
- 1945 : There Goes Kelly
- 1945 : G.I. Honeymoon
- 1945 : Le Cobra de Shanghaï (The Shanghai Cobra)
- 1946 : Live Wires
- 1946 : Swing Parade of 1946
- 1946 : Alibi suspect (Dark Alibi)
- 1946 : Wife Wanted
- 1946 : Behind the Mask
- 1946 : Bowery Bombshell
- 1946 : La Dame de Jade (The Missing Lady)
- 1946 : Trafic d'âmes (Wife Wanted)
- 1947 : Kilroy Was Here
- 1947 : Le Gagnant du Kentucky (Black Gold)
- 1947 : Louisiana
- 1948 : Rocky
- 1948 : Adventures in Silverado
- 1948 : Thunderhoof
- 1948 : Les Reines du music-hall (Ladies of the Chorus)
- 1949 : Le Chat sauvage (The Big Cat)
- 1949 : Down Memory Lane
- 1950 : The Iroquois Trail
- 1951 : Les Maudits du château-fort (Lorna Doone)
- 1951 : The Texas Rangers
- 1951 : L'Épée de Monte Cristo (Mask of the Avenger)
- 1952 : L'Inexorable Enquête (Scandal Sheet)
- 1952 : Le Proscrit  (The Brigand)
- 1952 : Aveux spontanés (Assignment - Paris!) (non crédité)
- 1952 : Le Quatrième Homme (Kansas City Confidential)
- 1953 : L'Affaire de la 99e rue (99 River Street)
- 1954 :  La Ruée sanglante (They Rode West)
- 1955 : Coincée (Tight spot)
- 1955 : Les Îles de l'enfer (Hell's Island)
- 1955 : On ne joue pas avec le crime (5 Against the House)
- 1955 : The Phenix City Story
- 1957 : Les Frères Rico (The Brothers Rico)
- 1958 : Le Salaire de la violence (Gunman's Walk)
- 1959 : Les Incorruptibles défient Al Capone (The Scarface Mob) (TV)
- 1960 : Saipan (Hell to Eternity)
- 1960 : Key Witness (en)
- 1961 : Le Dernier Passage (The Secret Ways)
- 1961 : Les Blouses blanches (The Young Doctors)
- 1962 : Un direct au cœur (Kid Galahad)
- 1963 : Massacre pour un fauve (Rampage)
- 1966 : Matt Helm, agent très spécial (The Silencers)
- 1967 : La Poursuite des tuniques bleues (A Time for Killing)
- 1968 : Alexander the Great (TV)
- 1968 : Matt Helm règle son comte (The Wrecking Crew)
- 1970 : L'Assaut des jeunes loups (Hornets' Nest)
- 1972 : Ben
- 1973 : Justice sauvage (Walking Tall)
- 1975 : La Trahison se paie cash (en) (Framed)

### Comme scénariste
- 1952 : Le Quatrième homme (Kansas City Confidential)
- 1953 : L'Affaire de la 99e rue (99 River Street)
- 1955 : Hell's Island

### Comme producteur
- 1942 : Le Fruit vert (Between Us Girls)